# アウトバーン 5
アウトバーン 5（ドイツ語: Bundesautobahn 5, BAB 5 または A 5）はドイツの高速道路、アウトバーンの一路線である。

## 概要
北のヘッセン州北部ニーダーアウラ付近から南のスイス国境、ヴァイル・アム・ライン付近まで、440 kmの路線を持つ主要道路である。該当区間でドイツ南西部を縦断し、フランクフルト・アム・マインを中心とするライン・マイン都市圏、マンハイムを中心とするライン・ネッカー都市圏、およびブライスガウ地方を接続する。これによって中部ドイツとスイスを接続する機能も果たしている。
起点はA7からの分岐点である。ライン・マイン都市圏からライン川に沿いながら南下する。フランクフルト付近でA3と交差し、ダルムシュタットを経てバーデン＝ヴュルテンベルク州に入る。ハイデルベルク付近でA6と交差し、バーデンの中心都市カールスルーエに行く。その付近でA8と交差する。カールスルーエを経由した後、フランス国境に沿いながら、ライン川とシュヴァルツヴァルトの間の谷を縦断する。バーデン＝バーデンとオッフェンブルクを経て、ブライスガウ地方の中心都市フライブルクに行く。フライブルクを経由した後、ヴァイル・アム・ライン付近でスイスの国境に至る。なお、ノイエンブルクJCTにA5をフランスのA 36と接続する支線が始まる。

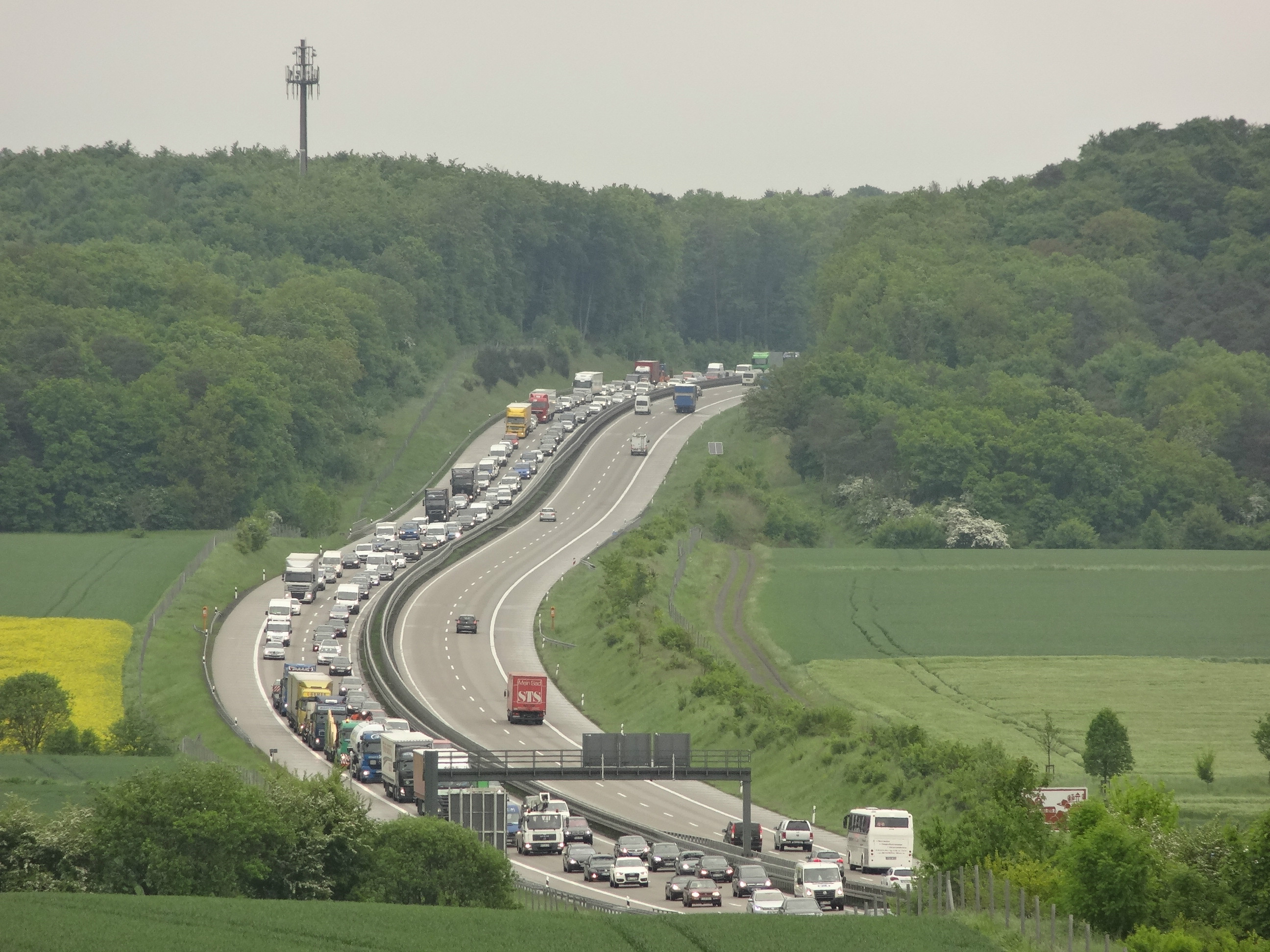
ギーセン付近
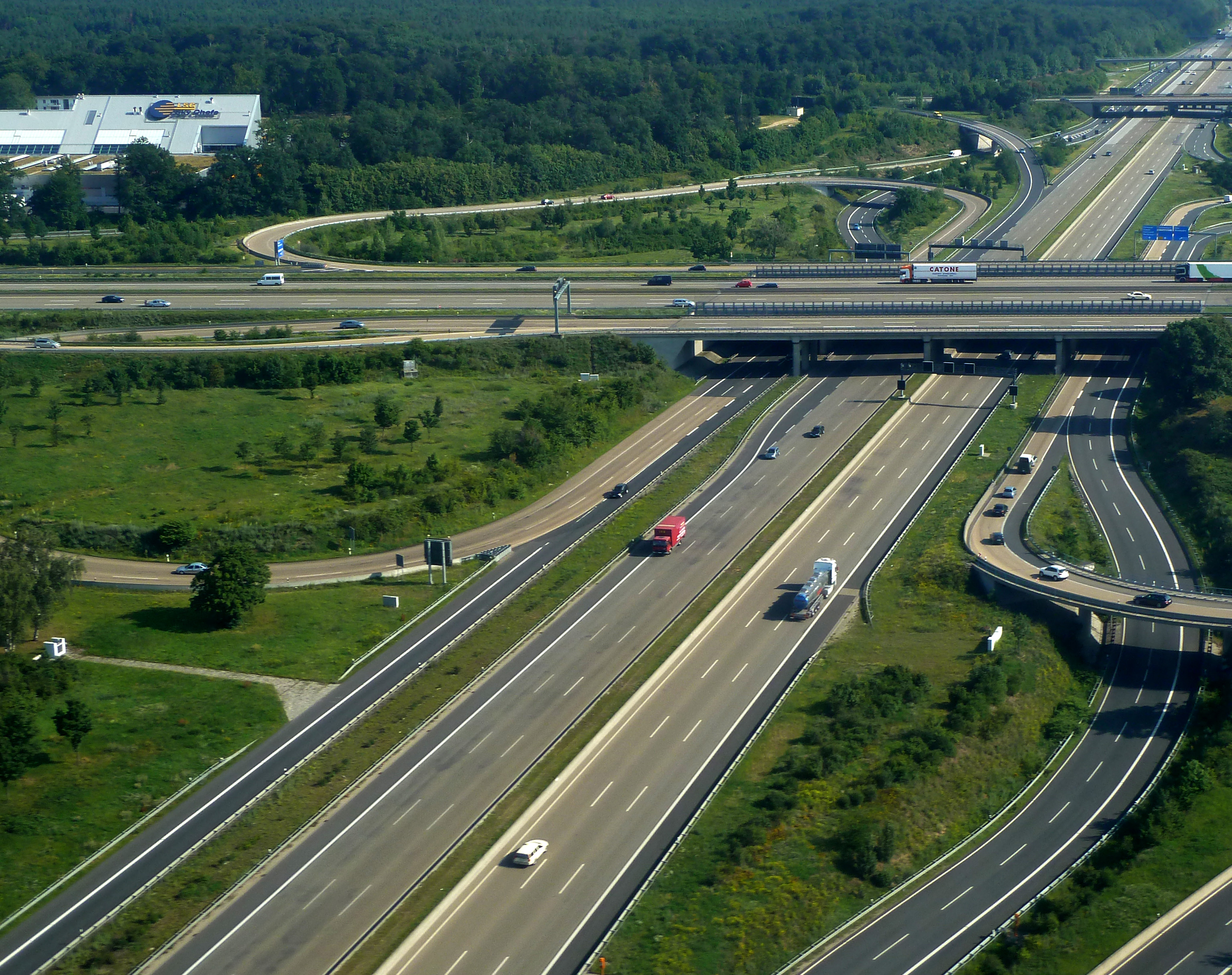
フランクフルトJCT（フランクフルター・クロイツ）、A3との交差点
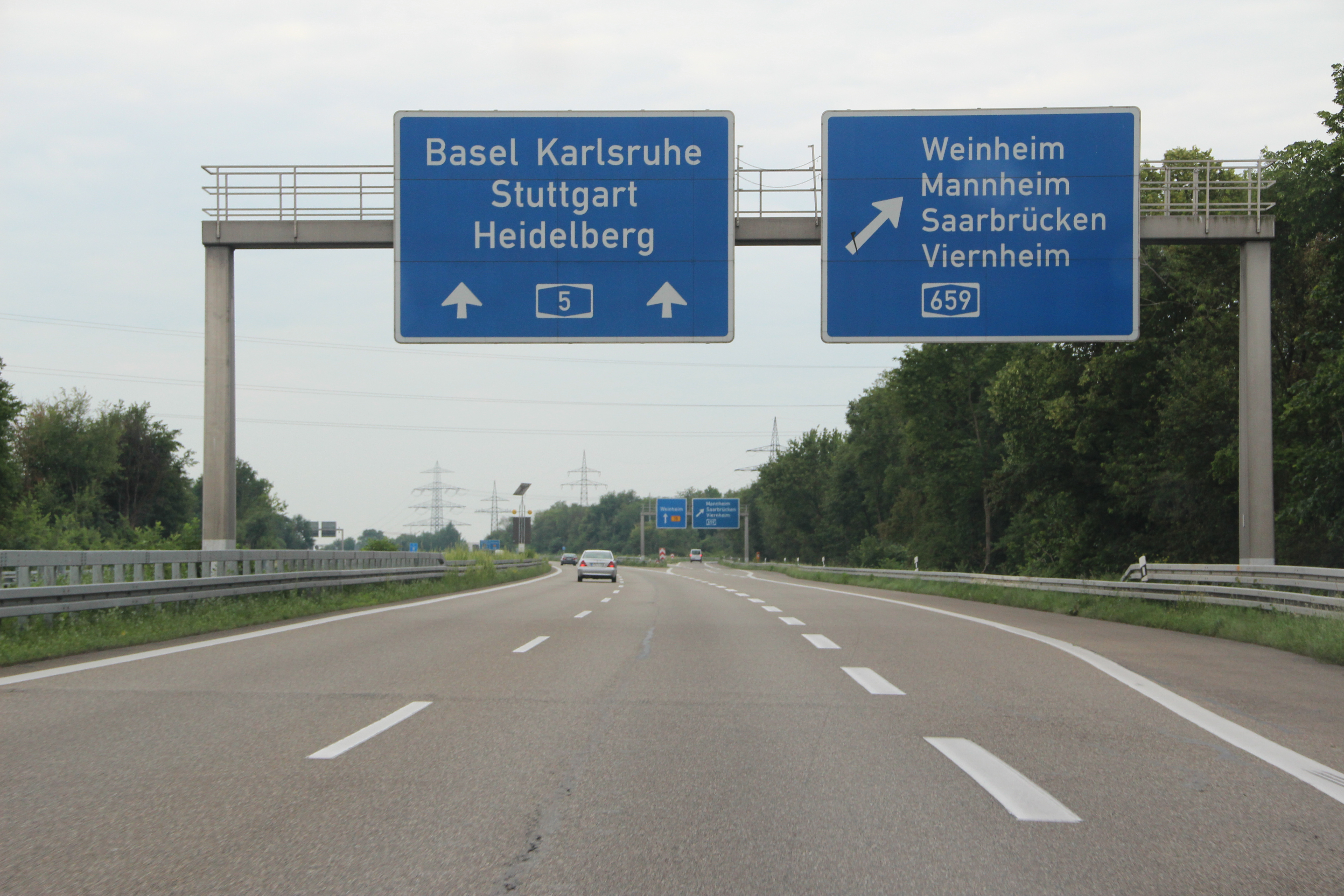
ハイデルベルク付近
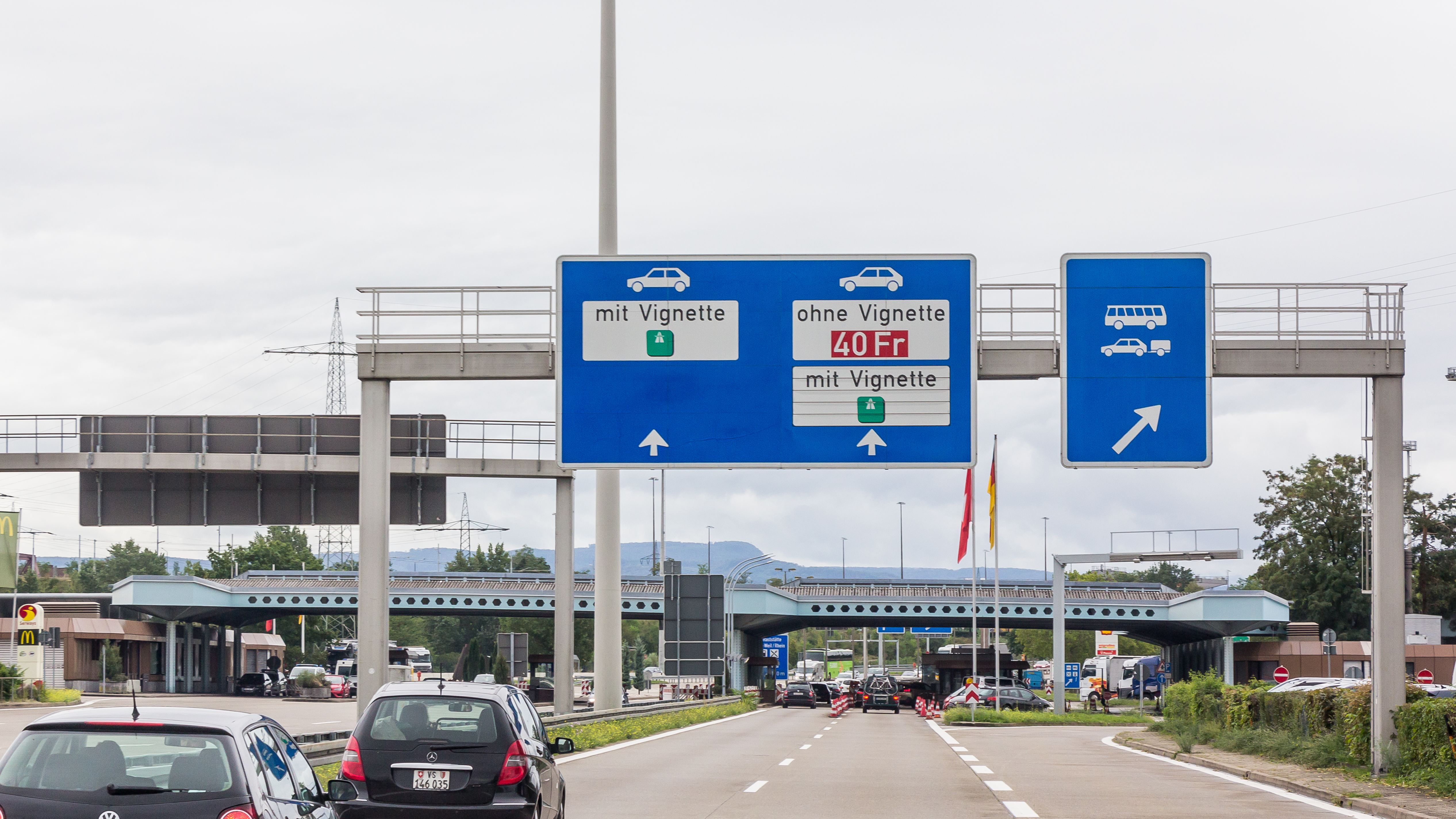
ヴァイル・アム・ライン/クラインヒューニンゲン出入国審査検問所

## 行程
- 計画段階の新規インターチェンジおよびジャンクションは含まれていない。
- 接続路線名の特記がないものは州道または郡道。
- A5をフランスのA 36と接続する支線は、背景の■色で明示する。

| アウトバーン 5の行程一覧表 | アウトバーン 5の行程一覧表                   | アウトバーン 5の行程一覧表                                                                                     | アウトバーン 5の行程一覧表      | アウトバーン 5の行程一覧表    |
| IC 番号                    | 施設名                                       | 施設名 | 接続路線名                      | 州                            |
| -------------------------- | -------------------------------------------- | --- | ------------------------------- | ----------------------------- |
| 1                          | ジャンクション                               | ハッテンバッハ分岐点 Hattenbacher Dreieck                                                                      | アウトバーン 7                  | ヘッセン州                    |
| 2                          | インターチェンジ                             | アールスフェルト＝東 Alsfeld-Ost                                                                               | 連邦道路62号線                  | ヘッセン州                    |
| 3                          | インターチェンジ                             | アールスフェルト＝西 Alsfeld-West                                                                              | 連邦道路49号線                  | ヘッセン州                    |
| 6                          | インターチェンジ                             | ホンベルク（オーム） Homberg (Ohm)                                                                             | --                              | ヘッセン州                    |
| 7                          | インターチェンジ                             | グリューンベルク Grünberg                                                                                      | --                              | ヘッセン州                    |
| 8                          | ジャンクション                               | ライスキルヒェン分岐点 Reiskirchener Dreieck                                                                   | アウトバーン 480                | ヘッセン州                    |
| 9                          | インターチェンジ                             | ライクスヴェヒン Reiskirchen                                                                                   | 連邦道路49号線                  | ヘッセン州                    |
| 10                         | インターチェンジ                             | フェルンヴァルト Fernwald                                                                                      | 連邦道路457号線                 | ヘッセン州                    |
| 11                         | ジャンクション                               | ガンバッハ交差点 Gambacher Kreuz                                                                               | アウトバーン 45                 | ヘッセン州                    |
| 12                         | インターチェンジ                             | ブッツバッハ Butzbach                                                                                          | --                              | ヘッセン州                    |
| 13                         | インターチェンジ                             | バート・ナウハイム Bad Nauheim                                                                                 | 連邦道路3号線                   | ヘッセン州                    |
| 14                         | インターチェンジ                             | オーバー＝メルレン Ober-Mörlen                                                                                 | 連邦道路275号線                 | ヘッセン州                    |
| 16                         | インターチェンジ                             | フリートベルク Friedberg                                                                                       | 連邦道路455号線                 | ヘッセン州                    |
| 17                         | ジャンクション                               | バート・ホンブルク交差点 Bad Homburger Kreuz                                                                   | アウトバーン 661                | ヘッセン州                    |
| 18                         | ジャンクション                               | フランクフルト北西交差点 Nordwestkreuz Frankfurt                                                               | アウトバーン 66                 | ヘッセン州                    |
| 19                         | ジャンクション                               | フランクフルト西交差点 Westkreuz Frankfurt                                                                     | アウトバーン 648                | ヘッセン州                    |
| --                         | インターチェンジ                             | フランクフルト＝レープシュトック Frankfurt-Rebstock                                                            | --                              | ヘッセン州                    |
| 20                         | インターチェンジ                             | フランクフルト＝西港 Frankfurt-Westhafen                                                                       | --                              | ヘッセン州                    |
| 21                         | インターチェンジ                             | フランクフルト＝ニーダーラート Frankfurt-Niederrad                                                             | --                              | ヘッセン州                    |
| 22a                        | インターチェンジ                             | フランクフルト＝空港＝北 Frankfurg-Flughafen-Nord                                                              | 連邦道路43号線                  | ヘッセン州                    |
| 22                         | ジャンクション                               | フランクフルト交差点 Frankfurter Kreuz                                                                         | アウトバーン 3                  | ヘッセン州                    |
| 23                         | インターチェンジ                             | ツェッペリンハイム Zeppelinheim                                                                                | --                              | ヘッセン州                    |
| 24                         | インターチェンジ                             | ランゲン/メルフェルデン Langen/Mörfelden                                                                       | 連邦道路486号線                 | ヘッセン州                    |
| 25                         | インターチェンジ                             | ヴァイターシュタット Weiterstadt                                                                               | 連邦道路42号線                  | ヘッセン州                    |
| 26                         | ジャンクション                               | ダルムシュタット分岐点 Dreieck Darmstadt                                                                       | アウトバーン 672                | ヘッセン州                    |
| 26                         | ジャンクション                               | ダルムシュタット交差点 Darmstädter Kreuz                                                                       | アウトバーン 67                 | ヘッセン州                    |
| 27                         | インターチェンジ                             | ダルムシュタット＝エーバーシュタット Darmstadt-Eberstadt                                                       | 連邦道路3号線 連邦道路426号線   | ヘッセン州                    |
| 28                         | インターチェンジ                             | ゼーハイム＝ユーゲンハイム Seeheim-Jugenheim                                                                   | --                              | ヘッセン州                    |
| 29                         | インターチェンジ                             | ツヴィンゲンベルク Zwingenberg                                                                                 | --                              | ヘッセン州                    |
| 30                         | インターチェンジ                             | ベンスハイム Bensheim                                                                                          | 連邦道路47号線                  | ヘッセン州                    |
| 31                         | インターチェンジ                             | ヘッペンハイム Heppenheim                                                                                      | 連邦道路460号線                 | ヘッセン州                    |
| 32                         | インターチェンジ                             | ヘムスバッハ Hemsbach                                                                                          | --                              | バーデン＝ ヴュルテンベルク州 |
| 33                         | ジャンクション                               | ヴァインハイム交差点 Kreuz Weinheim                                                                            | アウトバーン 659 連邦道路38号線 | バーデン＝ ヴュルテンベルク州 |
| 34                         | インターチェンジ                             | ヒルシュベルク Hirschberg                                                                                      | --                              | バーデン＝ ヴュルテンベルク州 |
| 35                         | インターチェンジ                             | ラーデンブルク Ladenburg                                                                                       | --                              | バーデン＝ ヴュルテンベルク州 |
| 36                         | インターチェンジ                             | ドッセンハイム Dossenheim                                                                                      | --                              | バーデン＝ ヴュルテンベルク州 |
| 37                         | ジャンクション                               | ハイデルベルク交差点 Kreuz Heidelberg                                                                          | アウトバーン 656 連邦道路37号線 | バーデン＝ ヴュルテンベルク州 |
| 38                         | アウトバーン規格の連邦道路とのジャンクション | ハイデルベルク/シュヴェッツィンゲン Heidelberg/Schwetzingen                                                    | 連邦道路535号線                 | バーデン＝ ヴュルテンベルク州 |
| 39                         | インターチェンジ                             | ヴァルドルフ/ヴィースロッホ Walldorf/Wiesloch                                                                  | 連邦道路291号線                 | バーデン＝ ヴュルテンベルク州 |
| 40                         | ジャンクション                               | ヴァルドルフ交差点 Kreuz Walldorf                                                                              | アウトバーン 6                  | バーデン＝ ヴュルテンベルク州 |
| 41                         | インターチェンジ                             | クローナウ Kronau                                                                                              | --                              | バーデン＝ ヴュルテンベルク州 |
| 42                         | アウトバーン規格の連邦道路とのジャンクション | ブルッフザール Bruchsal                                                                                        | 連邦道路35号線                  | バーデン＝ ヴュルテンベルク州 |
| 43                         | アウトバーン規格の連邦道路とのジャンクション | カールスルーエ＝北 Karlsruhe-Nord                                                                              | 連邦道路10号線                  | バーデン＝ ヴュルテンベルク州 |
| 44                         | アウトバーン規格の連邦道路とのジャンクション | カールスルーエ＝ドゥルラッハ Karlsruge-Durlach                                                                 | 連邦道路10号線                  | バーデン＝ ヴュルテンベルク州 |
| 45                         | インターチェンジ                             | カールスルーエ＝中央 Karlsruhe-Mitte                                                                           | --                              | バーデン＝ ヴュルテンベルク州 |
| 46                         | ジャンクション                               | カールスルーエ分岐点 Dreieck Karlsruhe                                                                         | アウトバーン 8                  | バーデン＝ ヴュルテンベルク州 |
| 47                         | インターチェンジ                             | エットリンゲン Ettlingen                                                                                       | 連邦道路3号線                   | バーデン＝ ヴュルテンベルク州 |
| 48                         | インターチェンジ                             | カールスルーエ＝南 Karlsruge-Süd                                                                               | 連邦道路3号線                   | バーデン＝ ヴュルテンベルク州 |
| 49                         | インターチェンジ                             | ラシュタット＝北 Rastatt-Nord                                                                                  | 連邦道路462号線                 | バーデン＝ ヴュルテンベルク州 |
| 50                         | インターチェンジ                             | ラシュタット＝南 Rastatt-Süd                                                                                   | 連邦道路3号線                   | バーデン＝ ヴュルテンベルク州 |
| 51                         | アウトバーン規格の連邦道路とのジャンクション | バーデン＝バーデン Baden-Baden                                                                                 | 連邦道路500号線                 | バーデン＝ ヴュルテンベルク州 |
| 52                         | インターチェンジ                             | ビュール Bühl                                                                                                  | --                              | バーデン＝ ヴュルテンベルク州 |
| 53                         | インターチェンジ                             | アヒェルン Achern                                                                                              | --                              | バーデン＝ ヴュルテンベルク州 |
| 54                         | ジャンクション                               | アッペンヴァイヤー Appenweier                                                                                  | 連邦道路28号線                  | バーデン＝ ヴュルテンベルク州 |
| 55                         | インターチェンジ                             | オッフェンブルク Offenburg                                                                                     | 連邦道路33a号線                 | バーデン＝ ヴュルテンベルク州 |
| 56                         | インターチェンジ                             | ラー Lahr | 連邦道路415号線                 | バーデン＝ ヴュルテンベルク州 |
| 57a                        | インターチェンジ                             | エッテンハイム Ettenheim                                                                                       | --                              | バーデン＝ ヴュルテンベルク州 |
| 57b                        | インターチェンジ                             | ルスト Rust | --                              | バーデン＝ ヴュルテンベルク州 |
| 58                         | インターチェンジ                             | ヘルボルツハイム Herbolzheim                                                                                   | --                              | バーデン＝ ヴュルテンベルク州 |
| 59                         | インターチェンジ                             | リーゲル Riegel                                                                                                | --                              | バーデン＝ ヴュルテンベルク州 |
| 60                         | インターチェンジ                             | テニンゲン Teningen                                                                                            | --                              | バーデン＝ ヴュルテンベルク州 |
| 61                         | インターチェンジ                             | フライブルク＝北 Freiburg-Nord                                                                                 | 連邦道路294号線                 | バーデン＝ ヴュルテンベルク州 |
| 62                         | アウトバーン規格の連邦道路とのジャンクション | フライブルク＝中央 Freiburg-Mitte                                                                              | 連邦道路31a号線                 | バーデン＝ ヴュルテンベルク州 |
| 63                         | インターチェンジ                             | フライブルク＝南 Freiburg-Süd                                                                                  | 連邦道路31号線                  | バーデン＝ ヴュルテンベルク州 |
| 64a                        | インターチェンジ                             | バート・クロツィンゲン Bad Krozingen                                                                           | 連邦道路31号線                  | バーデン＝ ヴュルテンベルク州 |
| 64b                        | インターチェンジ                             | ハートハイム/ハイタースハイム Hartheim/Heitersheim                                                             | --                              | バーデン＝ ヴュルテンベルク州 |
| 65                         | インターチェンジ                             | ミュルハイム/ノイエンブルク Müllheim/Neuenburg                                                                 | 連邦道路378号線                 | バーデン＝ ヴュルテンベルク州 |
| 66                         | ジャンクション                               | ノイエンブルク分岐点 Dreieck Neuenburg                                                                         | アウトバーン 5の支線            | バーデン＝ ヴュルテンベルク州 |
| --                         | 欧州連合内国境                               | ノイエンブルク/オットマースハイム国境通過点 Grenzübergang Neuenburg/Ottmarsheim                                | ミュルーズ、ブザンソン方面      | バーデン＝ ヴュルテンベルク州 |
| 67                         | インターチェンジ                             | エフリンゲン＝キルヒェン Efringen-Kirchen                                                                      | --                              | バーデン＝ ヴュルテンベルク州 |
| 68                         | ジャンクション                               | ヴァイル・アム・ライン分岐点 Dreieck Weil am Rhein                                                             | アウトバーン 98                 | バーデン＝ ヴュルテンベルク州 |
| 69                         | インターチェンジ                             | ヴァイル・アム・ライン/ヒューニンゲン Weil am Rhein/Hüningen                                                   | 連邦道路532号線                 | バーデン＝ ヴュルテンベルク州 |
| 70                         | 国境                                         | ヴァイル・アム・ライン/クラインヒューニンゲン出入国審査検問所 Grenzübergangsstelle Weil am Rhein/Kleinhüningen | バーゼル、ルツェルン方面        | バーデン＝ ヴュルテンベルク州 |
| 1.                         |                                              | |                                 |                               |

## 歴史

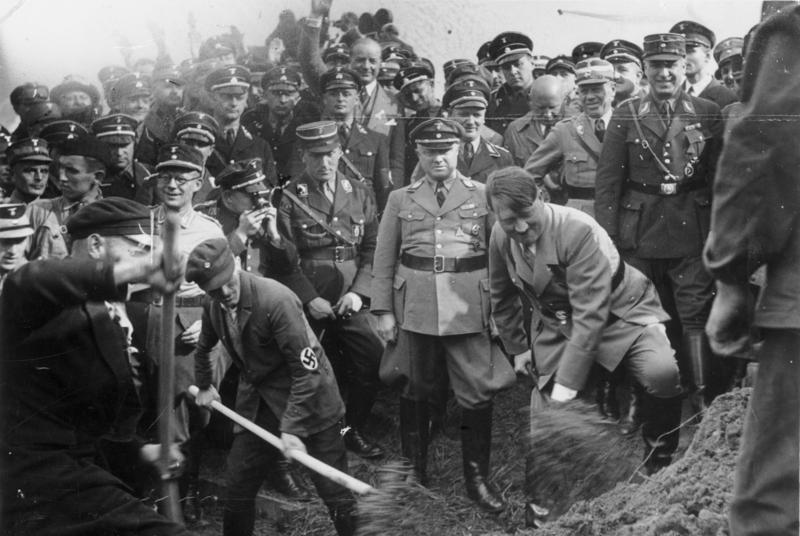
フランクフルト付近の着工式に参加するヒトラー

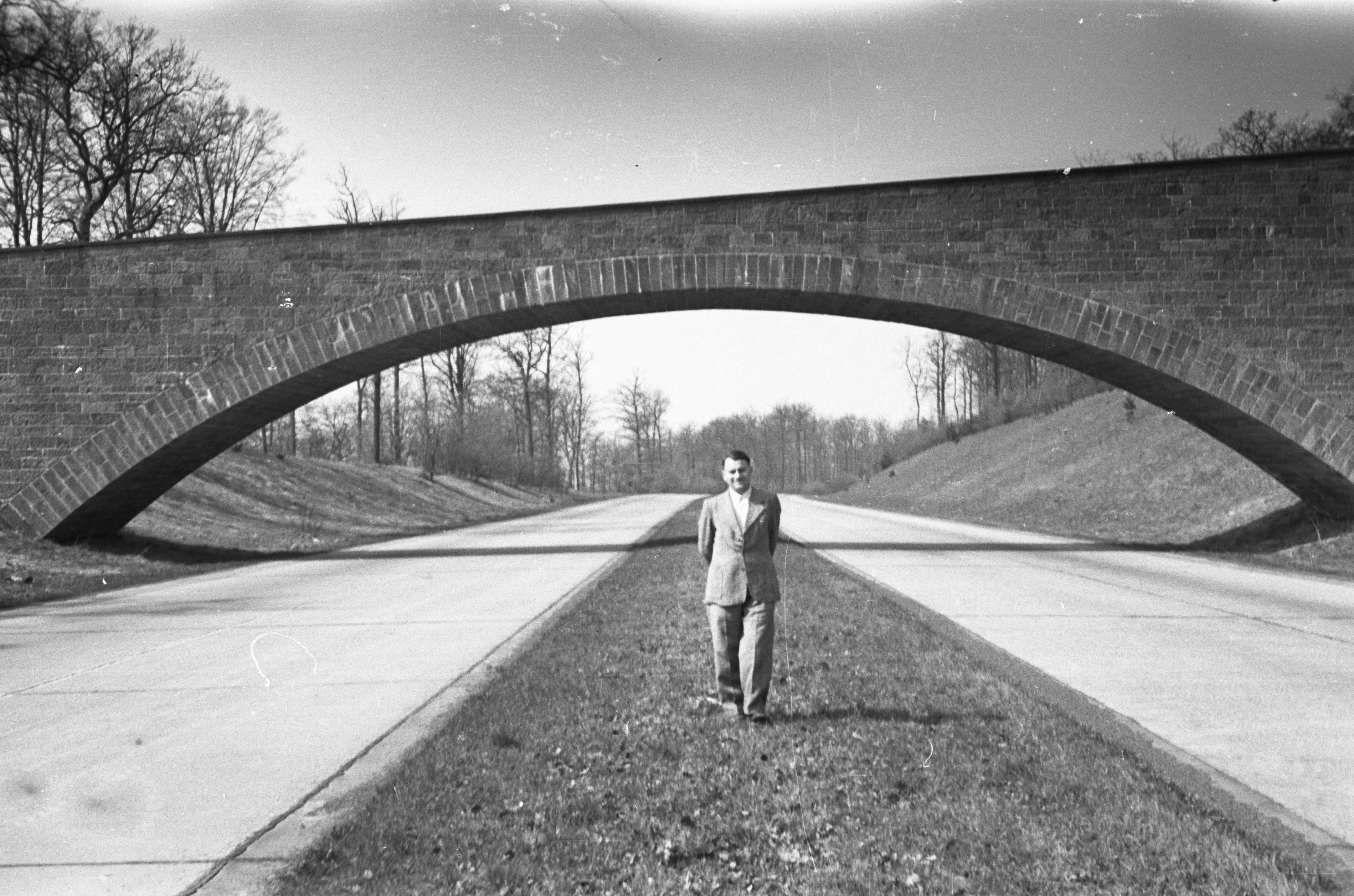
アルスフェルト付近（1949年）

A 5の建設計画は1920年代に始まった。当時の計画はハンブルクからフランクフルトを経由してバーゼルに至る路線を考案した（HaFraBaプロジェクト）。建設は1933年9月23日に始まった。当時建設されたのはフランクフルトとダルムシュタットを結ぶ区間である。該当区間は1935年5月19日に開通され、アウトバーンの最も古い区間の一つである（最古は1932年に開通され、現在A 555の区間であるケルン－ボン線）。
現在のA 5はもともとハンブルクとバーゼルを結ぶ路線の南部区間に相当する。ハンブルクに至る北部区間は現在A 7とされている。また、ダルムシュタットとマンハイムの間の区間は現在A 67とA 6の区間とされている。A 5の本線はそれより東の地域を走る1960年代に開通した新設路線である。
エットリンゲンからブルッフハウゼンまでの区間は1955年、ブルッフハウゼンからバーデン＝バーデンまでのは1956年、バーデン＝バーデンからビュールまでの区間は1958年に開通された。1959年にビュールからアヒェルンまで、およびミュルハイムからノイエンブルク＝メルクトの区間が開通。アヒェルンからオッフェンブルクまでの区間は1960年に開通した後、オッフェンブルク＝リーゲルとフライブルク＝南からノイエンブルクまでの区間が1961年に開通された。リーゲルからフライブルク＝南までの区間は1962年、メルクトからヴァイル・アム・ラインまでの区間は1963年に開通された。1975年にアウトバーンのナンバリング制度が導入され、本線が正式に「A 5」となった。そして、ヴァイル・アム・ラインからスイス国境までの区間は1980年6月14日に開通され、A 5を国際道路にした。
カールスルーエ＝北ICは2007年3月5日に、建設期間3年以上の後で、開業された。ラシュタット＝南ICは2008年4月28日に開業された後、古来のラシュタットICがラシュタット＝北ICに改名された。フランクフルト＝ニーダーラートICは2013年7月8日まで50年間以上不完全であった。北方面と南方面への入口として機能したが、南方面から来たことだけで出口として仕えた。北方面からニーダーラート地区に向かうためには、別のICを使った遠回りしなければならなかった。本IC直接に北方面出口を作る場所が足りなかったので、約1km離れた場所で出口専用のランプを建設することになった。

### かつての計画

1976年現在の路線計画。太い青線は既存のA 5、太い橙色線は建設が実現されなかった北西ドイツへの延長

1970年代のアウトバーン建設計画によると、A 5はもともとブレーマハーフェン付近のノルデンハムからバーゼルに至る路線となる予定があった。当時の起点のハッテンバッハJCTではなく、ライスキルヒェンJCTであった。両ジャンクションの間の区間はナンバリング制度当初にA 48の区間とされていた。ライスキルヒェンJCT以北の区間はヘッセン州北部、ノルトライン＝ヴェストファーレン州北東部およびニーダーザクセン州中部を縦断する計画があり、ギーセン、マールブルク、ヴァールブルク、レムゴー、リュベッケ、ブレーメンおよびブレーマハーフェンという都市を直接にフランクフルトと接続する見込みがあった。
A 5北部区間建設計画は1985年に最終的に放棄された。当時にA 48の延長建設計画の実現も確率が低くなってきたため、キルヒハイムJCTとハッテンバッハJCTの間の区間をA 5の区間として改名し、A 5の起点をハッテンバッハJCTに再設定した。なお、該当変更は1992年に導入されたIC番号制度に影響を及ばなかった。